# Placer (mineria)

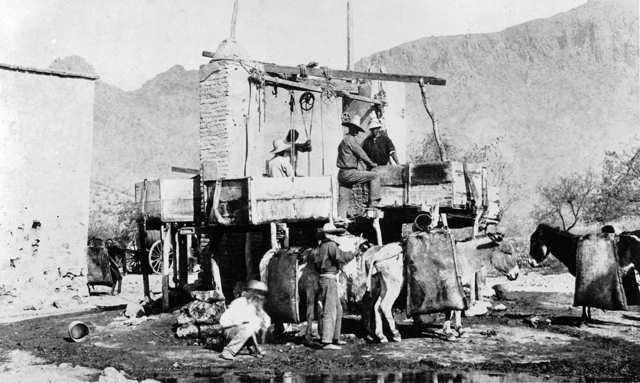
Miners a San Francisquito Canyon, Comtat de Los Angeles

Placer en mineria és la mineria que es fa en dipòsits al·luvials. Es pot fer amb la tècnica del pou obert o per excavacions en superfície.
El nom de vegades es diu que prové del castellà placer, que significa "plaer" perquè seria una mineria fàcil comparada amb d'altres. Sembla podria provenir del català placer, paraula que en català apareix des de l'any 1507, (amb el significat de banc de sorra), de plaça, del llatí medieval placea (lloc). La paraula placea es refereix a dipòsits al·luvials o glacials de sorra i grava.

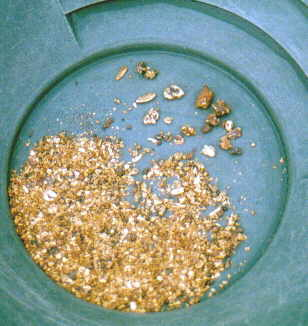
Or d'Alaska en una batea

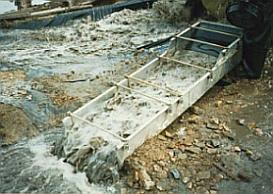
Una resclosa en la mineria de placer.

Per extensió, la mineria del placer es refereix a l'extracció de metalls preciosos (particularment l'or i les pedres precioses) que es trobin en dipòsits al·luvials de sorra i grava en corrents d'aigua i ocasionalment en dipòsits glacials. Els metalls o les pedres precioses extretes dels corrents d'aigua són només una petita part de la font original com pot ser una vena. Com que l'or i les pedres precioses són molt més densos que la sorra, tendeixen a acumular-se a la base dels dipòsits del placer.

## Història
Els placers subministraven la majoria de l'or en el món antic. Els romans feien servir mètodes hidràulics per la mineria d'or a tot el seu imperi però especialment al nord d'Hispania Un dels llocs més gran va ser Las Médulas, on hi havia un aqüeducte de 45 km de llargada. A Amèrica del Nord la mineria de placer va caracteritzar les diverses febres d'or especialment la de Califòrnia, Fraser Canyon i Klondike. A altres llocs del món és el sistema per aconseguir diamants, minerals i metalls industrials pedres precioses, platí i or (a Yukon, Alaska i Colúmbia Britànica).

## Mètòdes

### Amb batea
La tècnica més simples per extreure or d'un placer és la de fer servir un recipient pla anomenat batea. En aquesta tècnica la mena d'or es diposita en una batea metàl·lica o de plàstic, combinada amb molta aigua i que es sacseja perquè les partícules d'or, que tenen més densitat, es posin al fons de la batea. La resta de material es treu de la batea.

### Trommel
Un garbell rotatiu o trommel es compon d'un tub metàl·lic lleugerament inclinat que rota smb una pantalla al lloc de descàrrega. S'hi aplica aigua, sovint a pressió.

### Dipòsits al·luvials
Els dipòsits al·luvials amb or són el tipus més comú de placers i es dona principalment en les valls.

## Galeria d'imatges

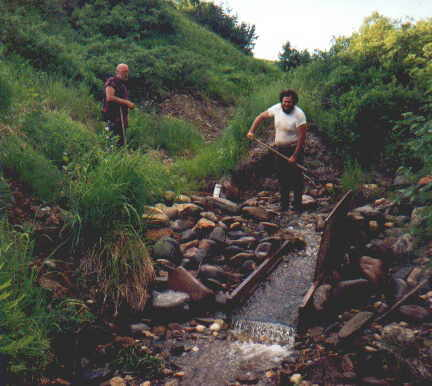
Miners treballant en una resclosa a Lucky Gulch, Alaska El mateix principi anterior s'aplica a més gran escala construint una resclosa curta.
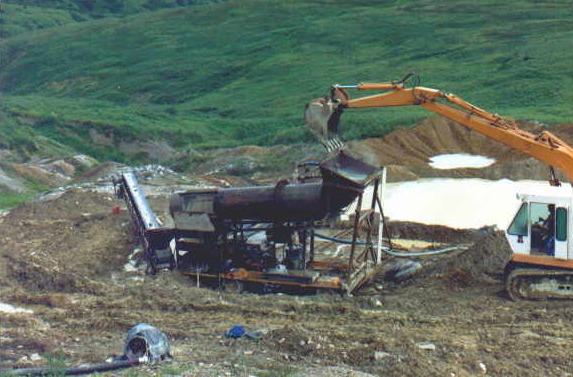
Trommel a Potato Patch, Blue Ribbon Mine, Alaska